# Quemú Quemú megye
Quemú Quemú egy megye Argentína középső részén, La Pampa tartományban. Székhelye Quemú Quemú.

## Népesség
A megye népessége a közelmúltban a következőképpen változott:
| Év   | Lakosság |
| ---- | -------- |
| 2001 | 8661     |
| 2010 | 8663     |